# Петров Вадим Сергійович
Вади́м Сергі́йович Петро́в (нар. 29 вересня 1995, Запоріжжя) — український футболіст, нападник МФК «Металург».

## Біографія
Народився 29 вересня 1995 року. У ДЮФЛ з 2008 по 2012 рік виступав за запорізький «Металург». Незабаром талановитого юнака помітили і він опинився в структурі команди і у сезоні 2012/13 грав у молодіжній (6 ігор, 1 гол) та юнацькій (20 ігор, 6 голів) першості.
Улітку 2013 року підписав контракт із київським «Динамо» і наступний сезон знову провів у молодіжній (5 ігор) та юнацькій (24 гри, 9 голів) командах.
У першій половині сезону 2014/15 Петров перебував в оренді в «Говерлі», зігравши 7 матчів за її дубль, після чого був відкликаний і заявлений за «Динамо-2» у Першу лігу.